# Hartmut Mathieu
Hartmut Mathieu (* 15. Mai 1944 in Schwalbach; † 23. März 2009) war ein deutscher Redakteur und Politiker (CDU).
Mathieu war zunächst als Verlagskaufmann bei der Saar-Zeitung in Saarlouis tätig, danach war er Redakteur bei der Saarbrücker Landeszeitung, beim Südkurier in Singen und später bei der Saarbrücker Zeitung in Saarlouis. Dort war er auch Redaktionsleiter und war für die Stadtzeitung Lebach zuständig. Daraufhin war er bei der gleichen Zeitung Redaktionsleiter für Sonderthemen in Saarbrücken.
Von 1985 bis 1990 war Mathieu Mitglied des Saarländischen Landtags. Nach seiner Abgeordnetenzeit kehrte er in den Beruf des Redakteurs zurück. Zuletzt war er in einem Unternehmen aktiv.